# Palais omnisports Les Arènes
Pour les articles homonymes, voir Arènes.
Le palais omnisports Les Arènes, ou plus simplement Les Arènes, est une salle polyvalente située à Metz en Moselle, à proximité du centre Pompidou (de Metz) et faisant également office de salle de concert pour une capacité maximale de 4 700 places.

## Historique
Le projet de construire une nouvelle salle polyvalente à Metz fait suite à l’incendie de l’ancien Palais des sports dans la nuit du 6 au 7 mars 1999. Ce dernier est dorénavant dénommé complexe Saint-Symphorien. La ville a obtenu le permis de construire le 17 décembre 1999 et a démarré les travaux peu après. Les Arènes ont été inaugurées le 7 février 2002.

## Architecture
Le bâtiment, conçu par les architectes Paul Chemetov et Borja Huidobro, est implanté à une extrémité des jardins Jean-Marie Pelt. Il a été construit par l’entreprise Demathieu & Bard.

## Événements
- Handball : 
  - Championnat du monde de handball féminin 2007
  - Coupe de la Ligue française de handball masculin 2006-2007
  - Coupe de la Ligue française de handball féminin 2013-2014
  - Championnat du monde de handball masculin 2017
  - Coupe de la Ligue française de handball masculin 2017-2018[1]
- Basket-ball : Harlem Globetrotters
- Patinage artistique : Holiday on Ice, Hello And Goodbye (Philippe Candeloro).
- Tennis : 
  - Coupe Davis 2002 (France - Pays-Bas), 2004 (France - Croatie)
  - Tournoi de tennis de Moselle (2003 à 2010, depuis 2014)
- Night For Life : concerts au profit de la Ligue contre le cancer

## Utilisation dans les médias visuels
Dans 2019, les Arènes de Metz ont accueilli la saison 6 du spectacle de musique classique Prodiges.